# Ишназаров, Махмуд
Махмуд Ишназаров (тадж. Маҳмуд Эшназаров; род. 6 мая 1930 года, кишлак Кулоклитеппа, Регарский район, Таджикская ССР) — советский колхозник, звеньевой колхоза «Москва» Регарского района Сталинабадской области, Таджикская ССР. Удостоен звания Героя Социалистического Труда в возрасте 17 лет (1948).
Родился в 1930 году в кишлаке Кулоклитеппа Регарского района. С 1947 года трудился рядовым колхозником, звеньевым хлопководческого звена в колхозе «Москва» Регарского района.
В 1947 году звено под руководством Махмуда Ишназарова собрало высокий урожай хлопка-сырца. Указом Президиума Верховного Совета СССР от 1 марта 1948 года удостоен звания Героя Социалистического Труда за «получение высоких урожаев хлопка при выполнении колхозами обязательных поставок и натуроплаты за работу МТС в 1947 году и обеспеченности семенами зерновых культур для весеннего сева 1948 года» с вручением ордена Ленина и золотой медали «Серп и Молот».
С 1951 по 1955 год служил в Советской Армии. С 1956 года — бригадир хлопководческой бригады колхоза имени Ленина Регарского района.